# Bandeiras da Áustria-Hungria

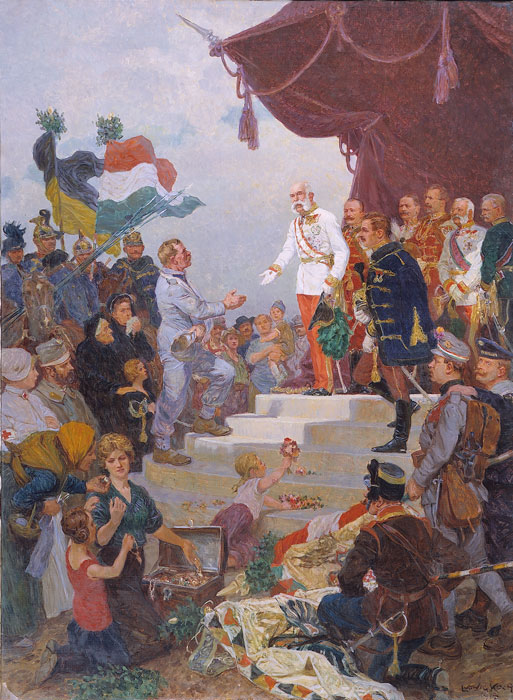
Kaisers Dank de Ludwig Koch de 1915. Várias bandeiras visíveis usadas na Áustria-Hungria

A Áustria-Hungria (muitas vezes referida como Império Austro-Húngaro) não tinha uma bandeira comum (uma "bandeira nacional" não poderia existir, uma vez que a monarquia dupla consistia em dois estados soberanos). No entanto, a bandeira preta e dourada da Dinastia governante dos Habsburgos foi por vezes usada como bandeira nacional de facto e uma bandeira civil comum foi introduzida em 1869 para navios civis. Até 1918, a Frota de Guerra K.u.k. continuou a transportar a bandeira austríaca que usava desde 1786; e os regimentos do Exército K.u.k. carregavam as bandeiras de águia dupla que usavam antes de 1867, pois em muitos casos tinham uma longa história. As novas insígnias criadas em 1915 não foram implementadas devido à guerra em curso. Nas funções de Estado, foram utilizados o tricolor preto-amarelo austríaco e o tricolor vermelho-branco-verde húngaro.
A Áustria foi representada pela bandeira preta e amarela. A metade húngara do estado, por outro lado, legalmente não tinha bandeira própria.  De acordo com o Compromisso Croata-Húngaro (artigos 62 e 63), em todos os assuntos conjuntos croatas e húngaros, os símbolos da Croácia e da Hungria, respectivamente, tiveram de ser usados. Por exemplo, sempre que o Parlamento Conjunto Húngaro-Croata realizava a sua sessão em Budapeste, as bandeiras croata e húngara eram hasteadas no edifício do parlamento em Budapeste.    Em Viena, em frente ao Palácio de Schönbrunn, a bandeira preta e amarela foi hasteada para a Cisleitânia (metade austríaca), enquanto as bandeiras croata e húngara foram hasteadas para a Transleitânia (metade húngara).  A Hungria propriamente dita usava um tricolor vermelho-branco-verde desfigurado com o brasão húngaro, às vezes usado para representar a totalidade das Terras da Coroa Húngara. A "dupla" bandeira civil, como símbolo de "identidade corporativa", também foi utilizada como bandeira consular, conforme decretado em 18 de fevereiro de 1869. Ele entrou em uso em 1º de agosto de 1869. As legações, no entanto, hasteavam a bandeira preta e amarela da Áustria ao lado da bandeira vermelha, branca e verde da Hungria, enquanto as embaixadas hasteavam as duas bandeiras nacionais ao lado do estandarte imperial. 

## Símbolos Nacionais

Bandeira da Monarquia dos Habsburgos (incluindo os Impérios Austríaco e Austro-Húngaro), também usada para representar a Cisleitânia

Bandeira do Reino da Hungria também costumava representar a Transleitânia
Bandeira do Reino da Hungria (variante do brasão sem suportes)
Bandeira do Reino da Hungria (bandeira civil)

Bandeira do Reino da Croácia-Eslavônia
bandeira comum mas Não oficial [Nota 1] do Reino da Croácia-Eslavônia
Bandeira do Reino da Croácia-Eslavônia (bandeira civil)

## Estandartes Imperiais e Militares

Estandarte imperial do imperador (até 1915)[5]
Estandarte imperial da Imperatriz (até 1915)[5]
Estandarte imperial do Imperador e da Imperatriz (1915–1918)[5]
Estandarte do Arquiduque e da Arquiduquesa (1915-1918)
Estandarte militar (exemplo de muitas variantes)[6]

## Insígnias

### Civis

Insígnia civil 1786-1869[7]
Insígnia civil 1869–1918[8]
Insígnia civil húngara não oficial usada nas águas interiores da Transleitânia[7]

### Navais

Insígnia naval 1786–1915 (de facto até 1918)[7]
Insígnia naval 1915–1918 (não implementada)[9]

## Bandeiras Regionais
| Cisleitânia   | Cisleitânia | Cisleitânia | Cisleitânia | Cisleitânia | Cisleitânia |
| Localização   | Nome da Região | Bandeira |             |             |             |
| ------------- | --- | --- | ----------- | ----------- | ----------- |
|               | Arquiducado da Áustria (Baixa Áustria)                                                                                    | |             |             |             |
|               | Arquiducado da Áustria (Alta Áustria)                                                                                     | |             |             |             |
|               | Reino da Boêmia | |             |             |             |
|               | Reino da Dalmácia | |             |             |             |
|               | Reino da Galícia e Lodoméria                                                                                              | (1849–1890) (1890–1918)                                                                                               |             |             |             |
|               | Condado Principesco do Tirol                                                                                              | |             |             |             |
|               | Ducado de Bucovina | |             |             |             |
|               | Silésia Austríaca | |             |             |             |
|               | Ducado da Caríntia | |             |             |             |
|               | Ducado da Carníola | |             |             |             |
|               | Ducado de Salzburgo | |             |             |             |
|               | Ducado da Estíria | |             |             |             |
|               | Margraviato da Morávia | |             |             |             |
|               | Litoral Austríaco, incluindo: Cidade Imperial Livre de Trieste Condado Principesco de Gorizia e Gradisca Marcha da Ístria | (Litoral Austríaco) (Cidade Imperial Livre de Trieste) (Condado Principesco de Gorizia e Gradisca) (Marcha da Ístria) |             |             |             |
|               | Vorarleberga | |             |             |             |
| Transleitânia | | |             |             |             |
| Localização   | Nome da Região | Bandeira |             |             |             |
|               | Reino da Hungria | |             |             |             |
|               | Grão-Principado da Transilvânia                                                                                           | |             |             |             |
|               | Voivodia da Sérvia e do Banato de Tamis                                                                                   | |             |             |             |
|               | Reino da Croácia-Eslavônia                                                                                                | |             |             |             |
|               | Reino da Croácia | |             |             |             |
|               | Reino da Eslavônia | |             |             |             |
|               | Cidade de Fiume e arredores                                                                                               | |             |             |             |
| Condomínio    | | |             |             |             |
| Localização   | Nome da Região | Bandeira |             |             |             |
|               | Condomínio da Bósnia e Herzegovina                                                                                        | |             |             |             |

## Exemplos de uso de bandeiras na época

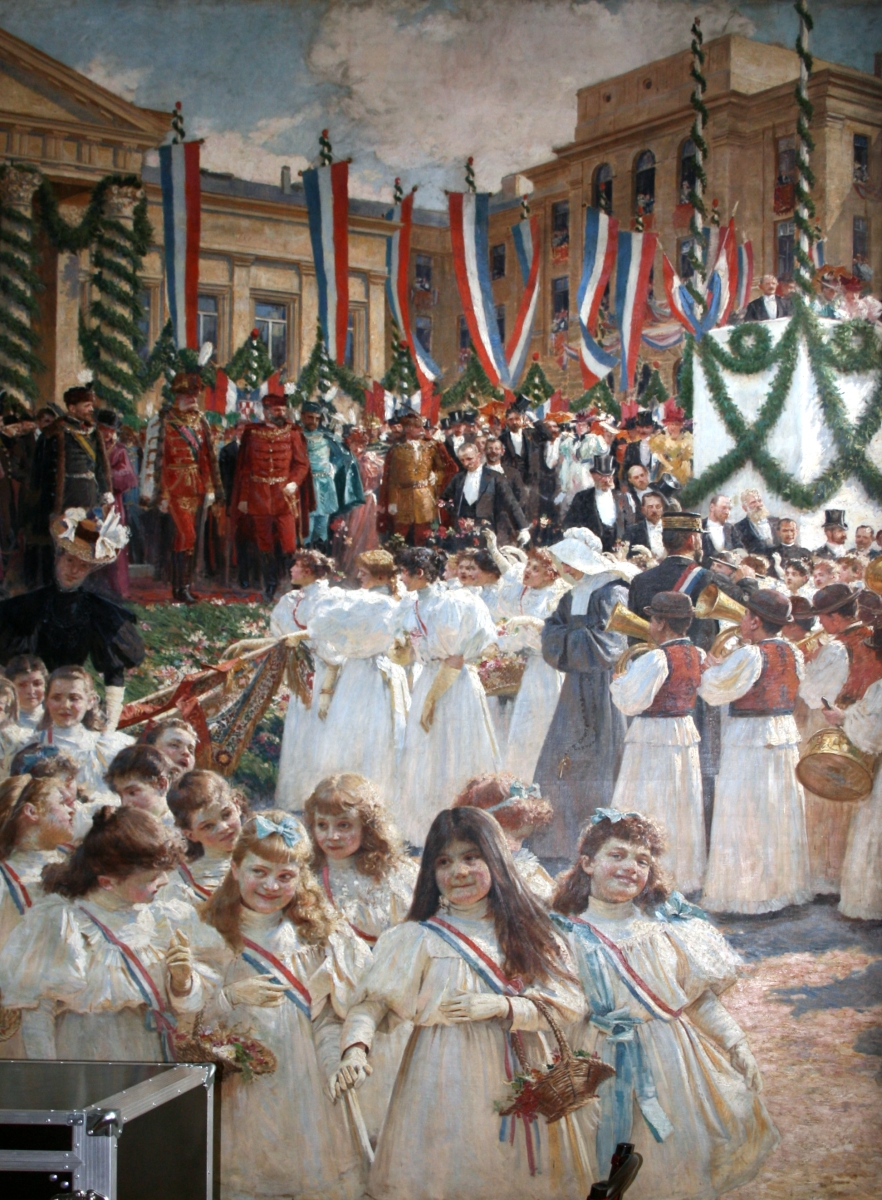
Visita do Imperador Francisco José I em Zagreb, bandeiras vermelho-branco-azul (croata), 1895
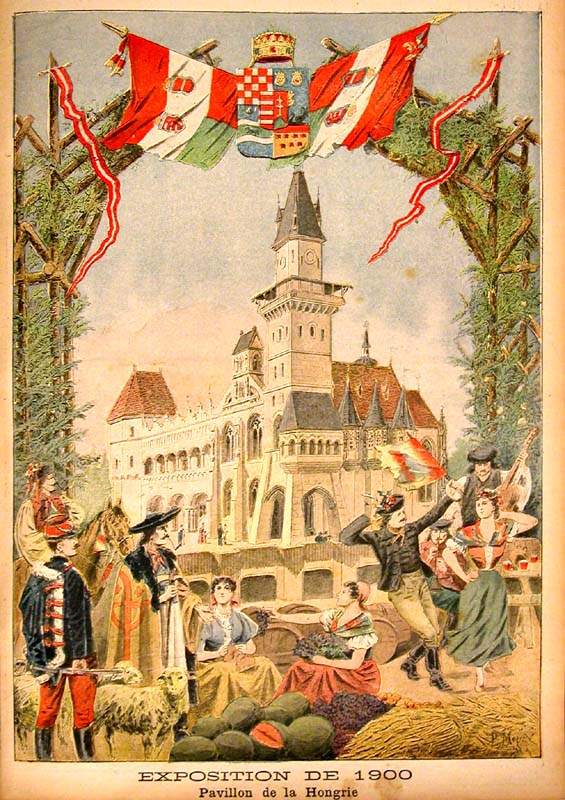
Bandeira civil e flâmulas austríacas em uma ilustração francesa anunciando o pavilhão húngaro durante a Exposição Universal em Paris, 1900
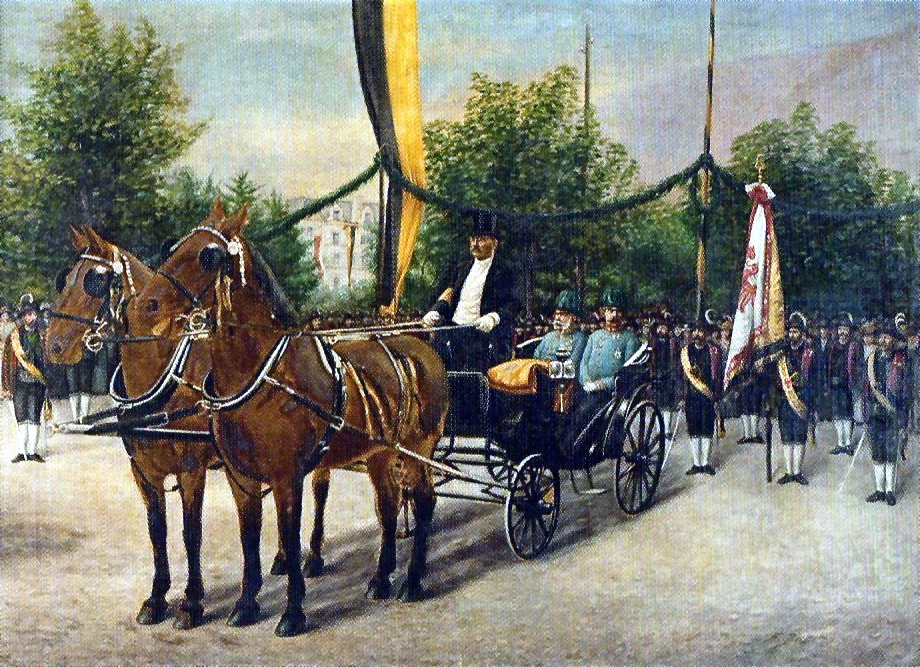
Imperador Francisco José I em Merano (bandeira preta-amarela), 1900
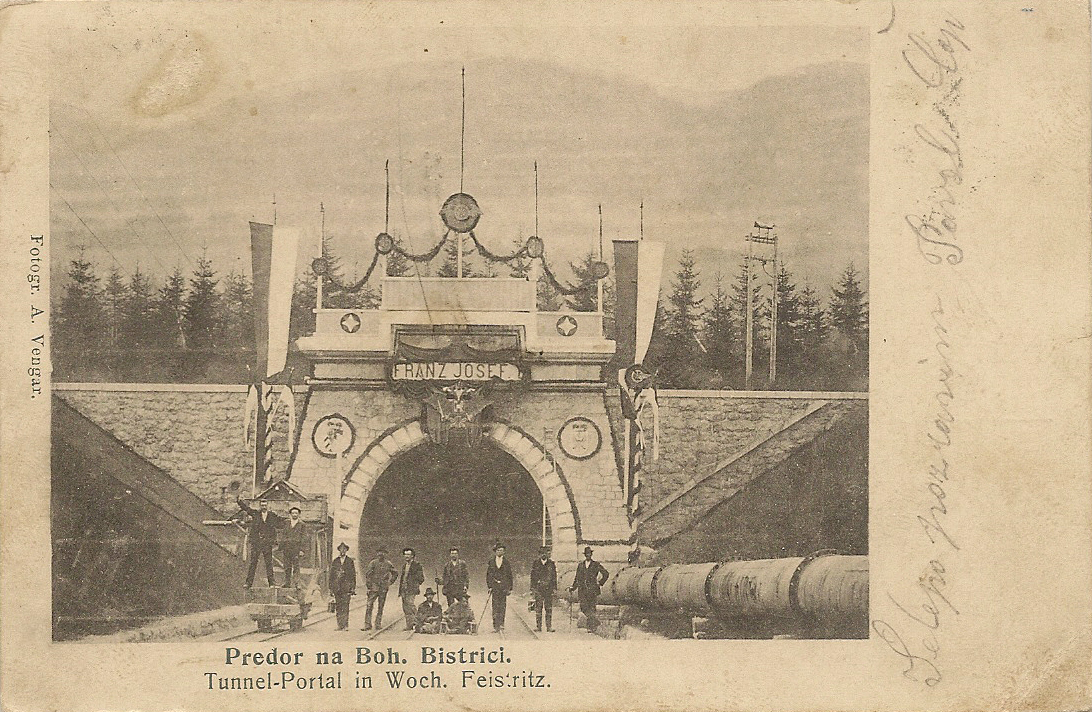
Cerimônia de abertura do túnel Bohinj (bandeiras bicolores), 1906
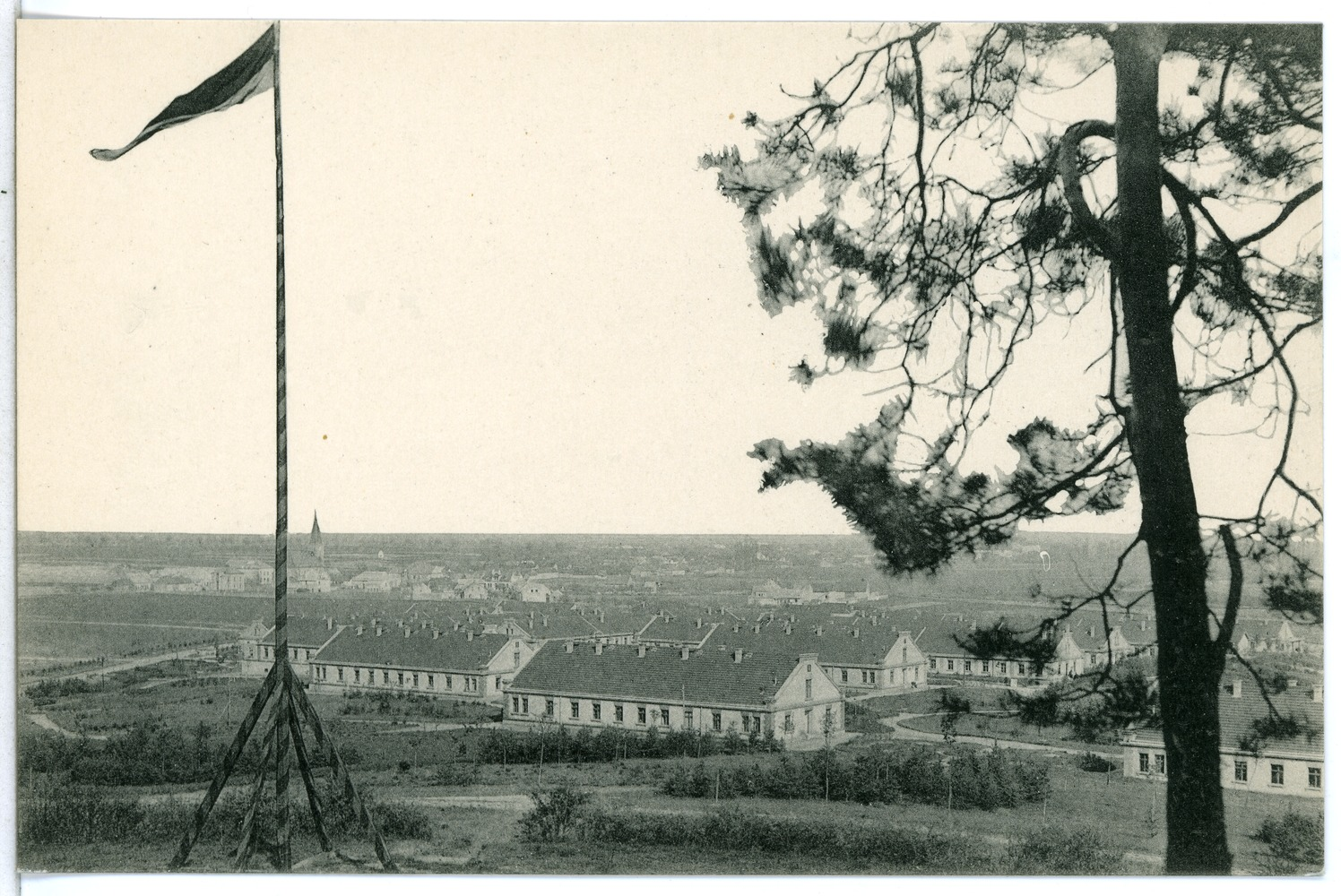
Base militar do Exército Austro-Húngaro (bandeira bicolor), 1910
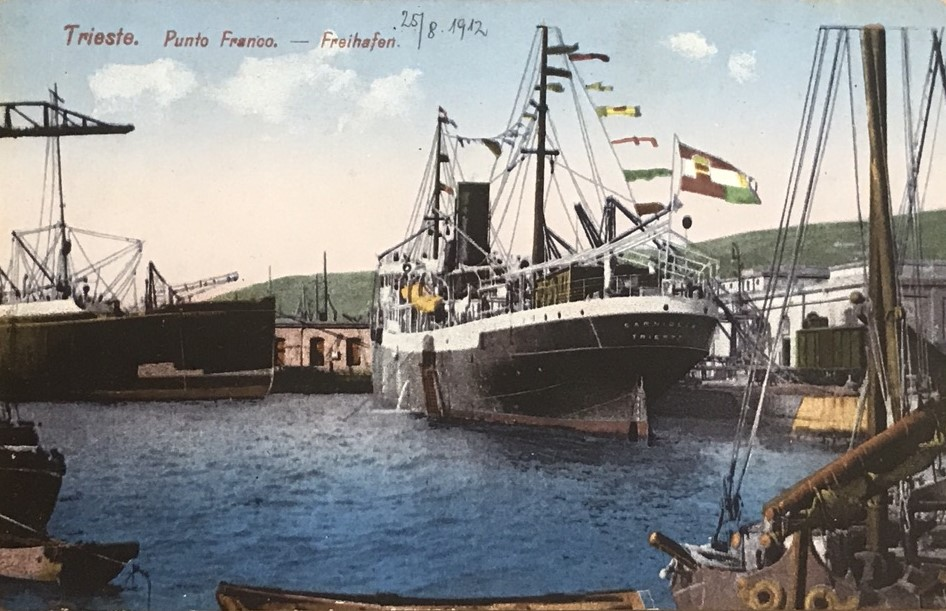
SS Carniola - Navio a vapor civil austro-húngaro com bandeira civil, 1912
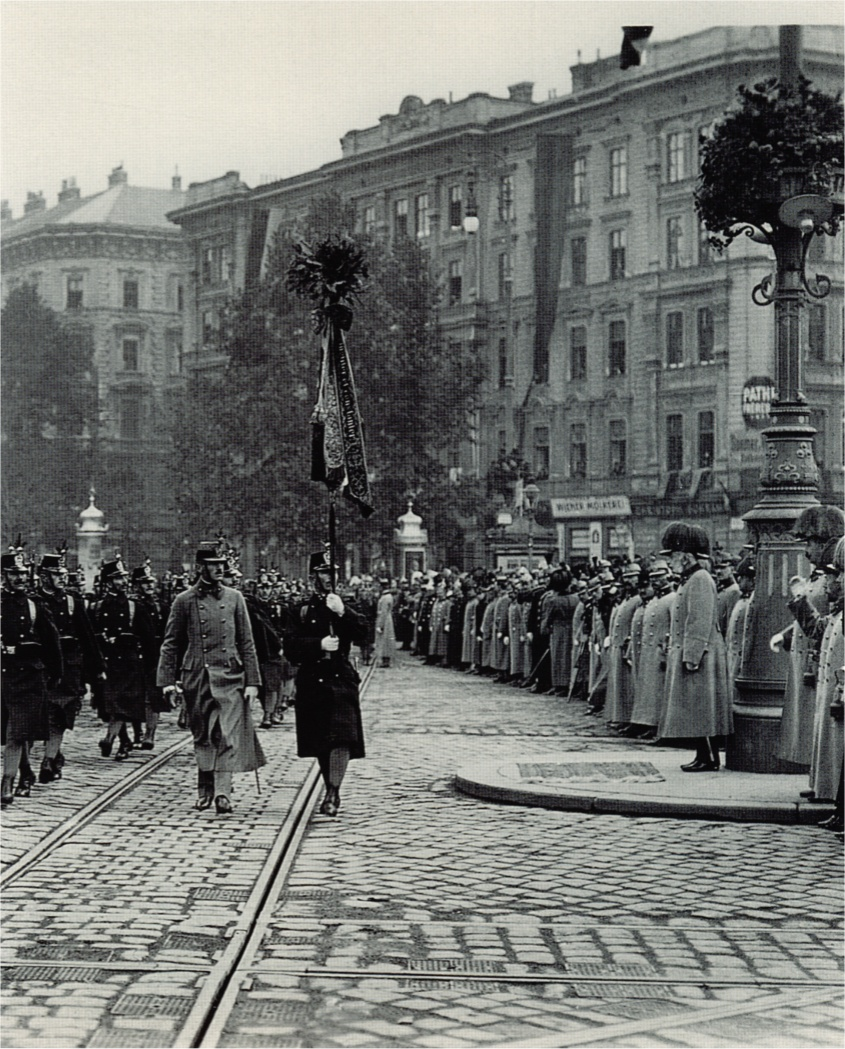
Desfile militar em Viena (bandeiras bicolores), 1913
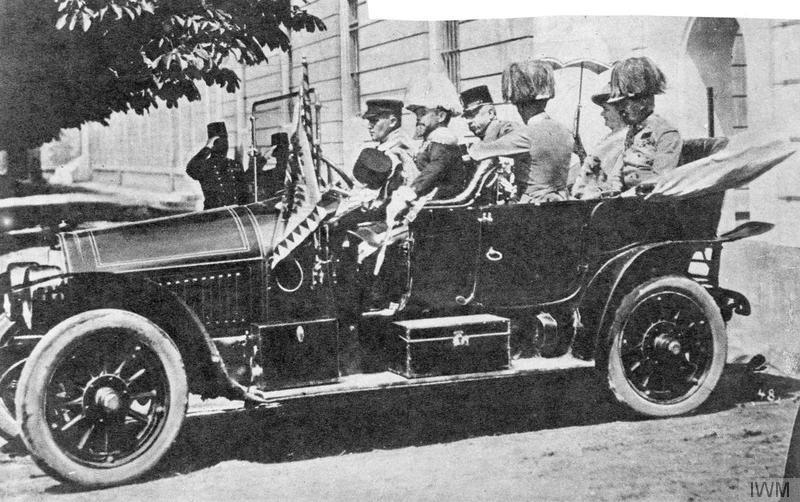
Estandarte Imperial no carro do Arquiduque Francisco Ferdinando, 1914
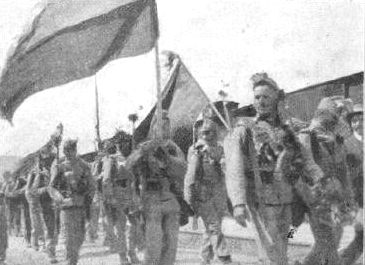
Soldados da Infanterieregiment Nr. 17 com bandeira bicolor, 1914
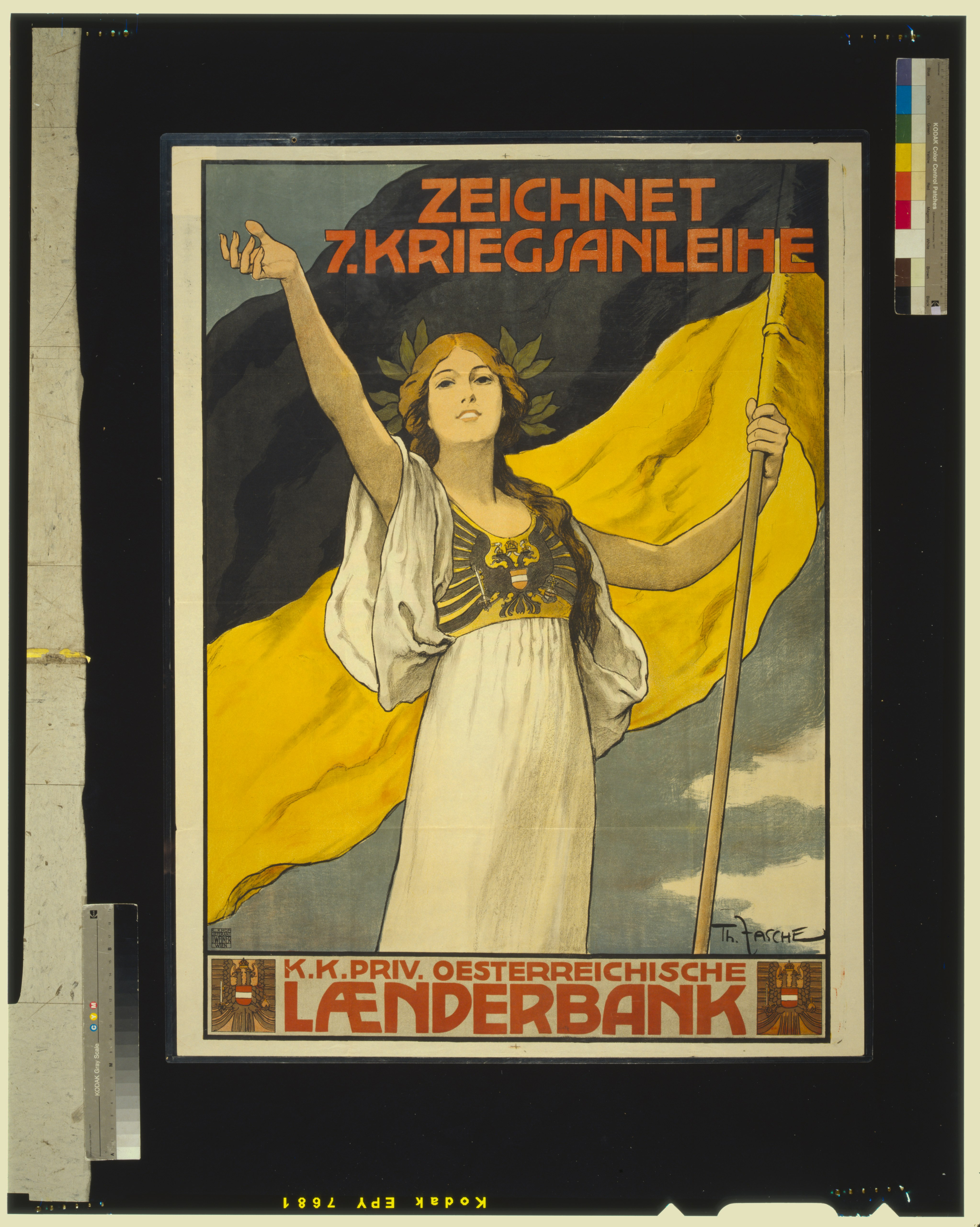
Cartaz de propaganda austro-húngara incentivando a compra de títulos de guerra
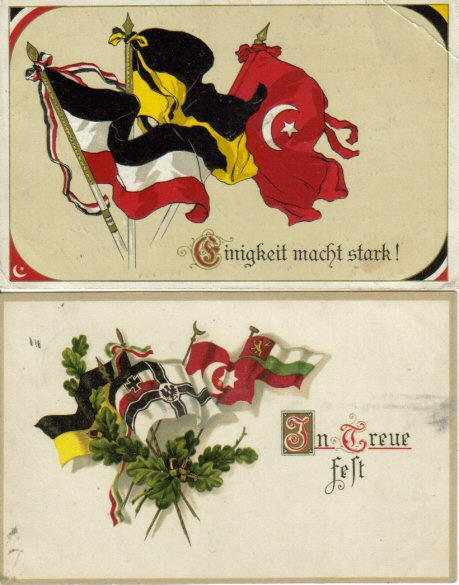
Cartões postais de propaganda da época da Primeira Guerra Mundial representando as bandeiras das Potências Centrais. A bandeira austro-húngara mostrada em preto e amarelo
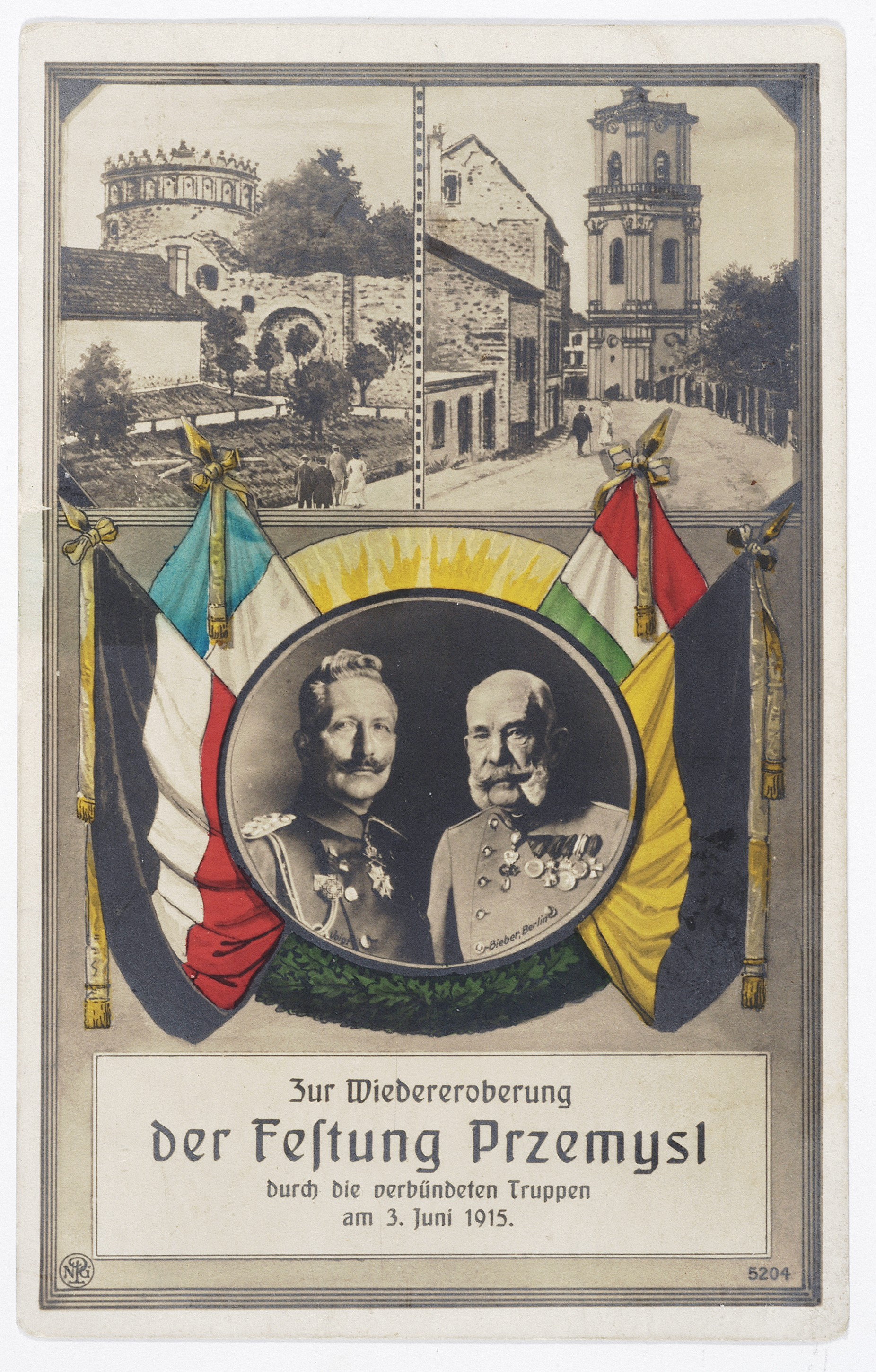
Um cartão postal de propaganda comemorando a libertação da fortaleza de Przemyśl. Áustria-Hungria representada pelas bandeiras preto-amarelo e vermelho-branco-verde, 1915
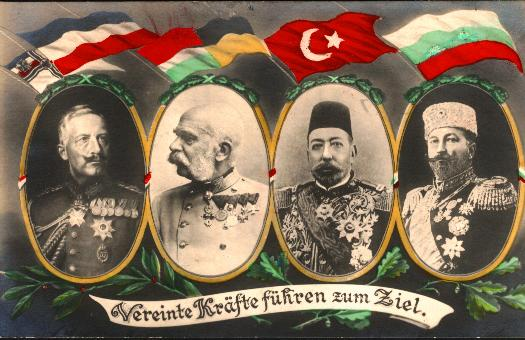
Outra propaganda das Potências Centrais, com a Áustria-Hungria sendo representada por uma mistura de bandeiras dos Habsburgos e da Hungria
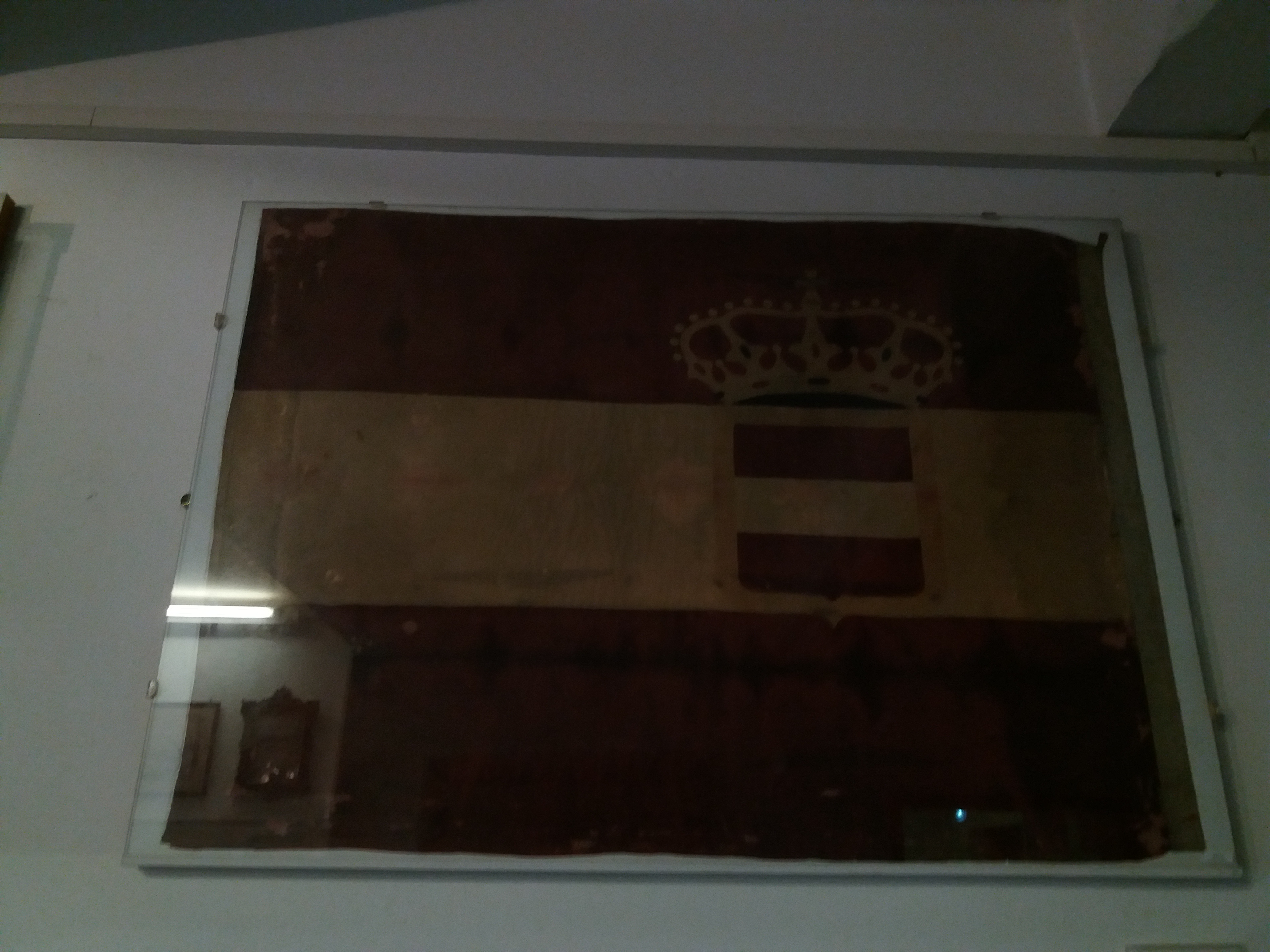
Cópia da bandeira naval retirada pelo exército italiano do submarino U12 na foz do rio Piave em 5 de agosto de 1915 (exposta no Museo Storico Navale, Veneza).
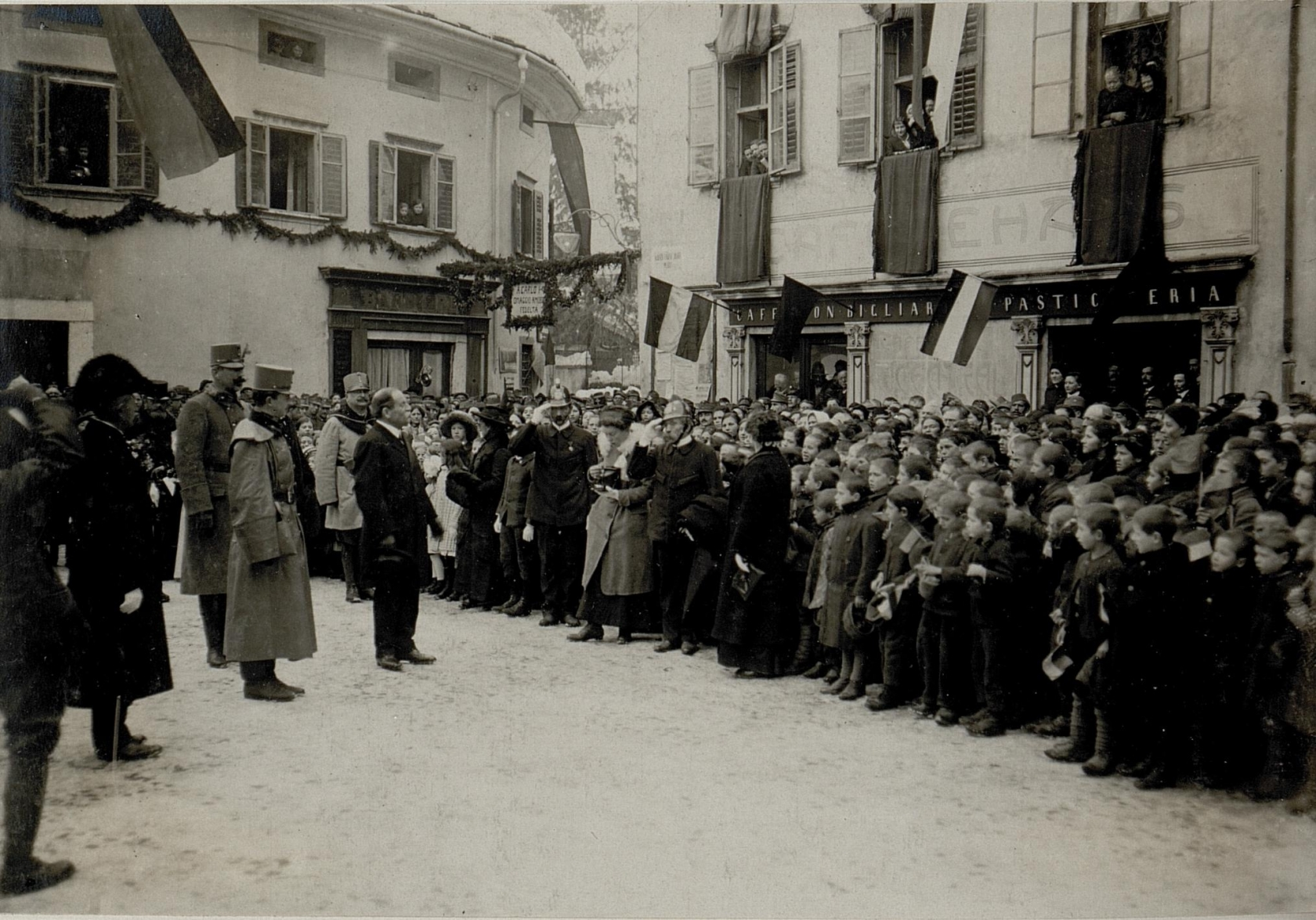
Imperador Carlos I visitando Pergine (bandeiras de duas e três cores), 1917
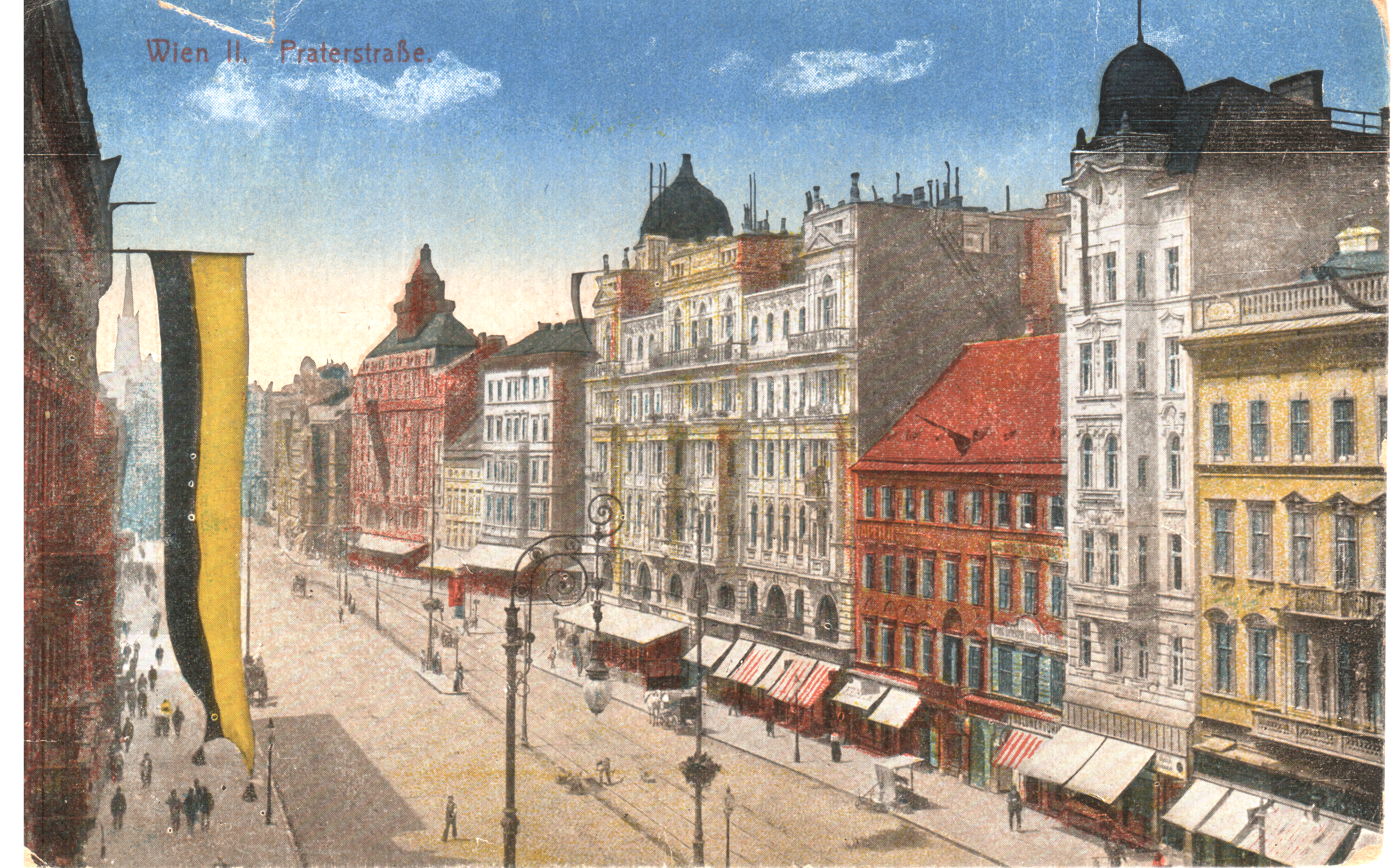
Viena Praterstraße, 1917
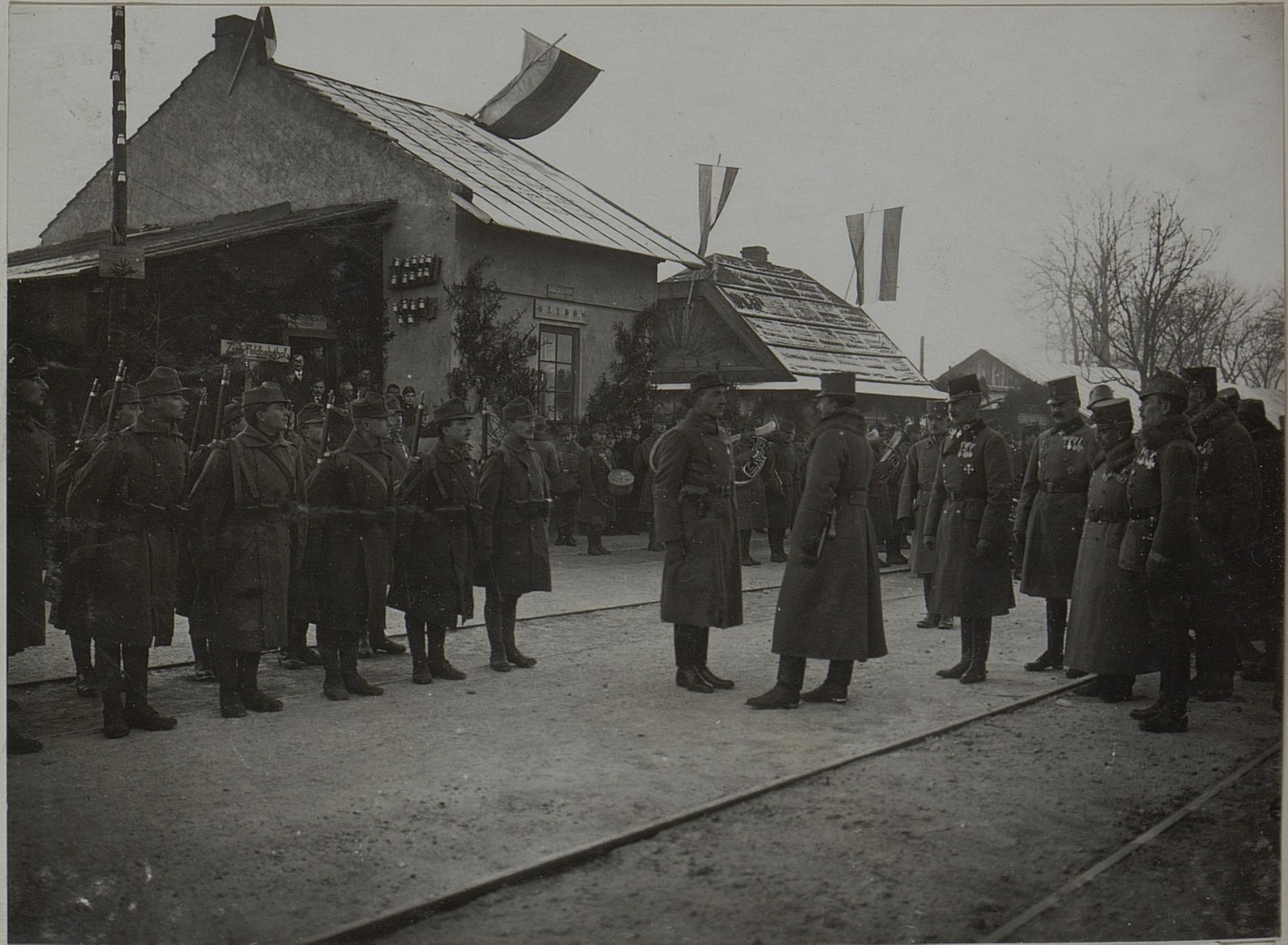
Imperador Carlos I visitando tropas em Ozhydiv (bandeiras de duas e três cores), 1917
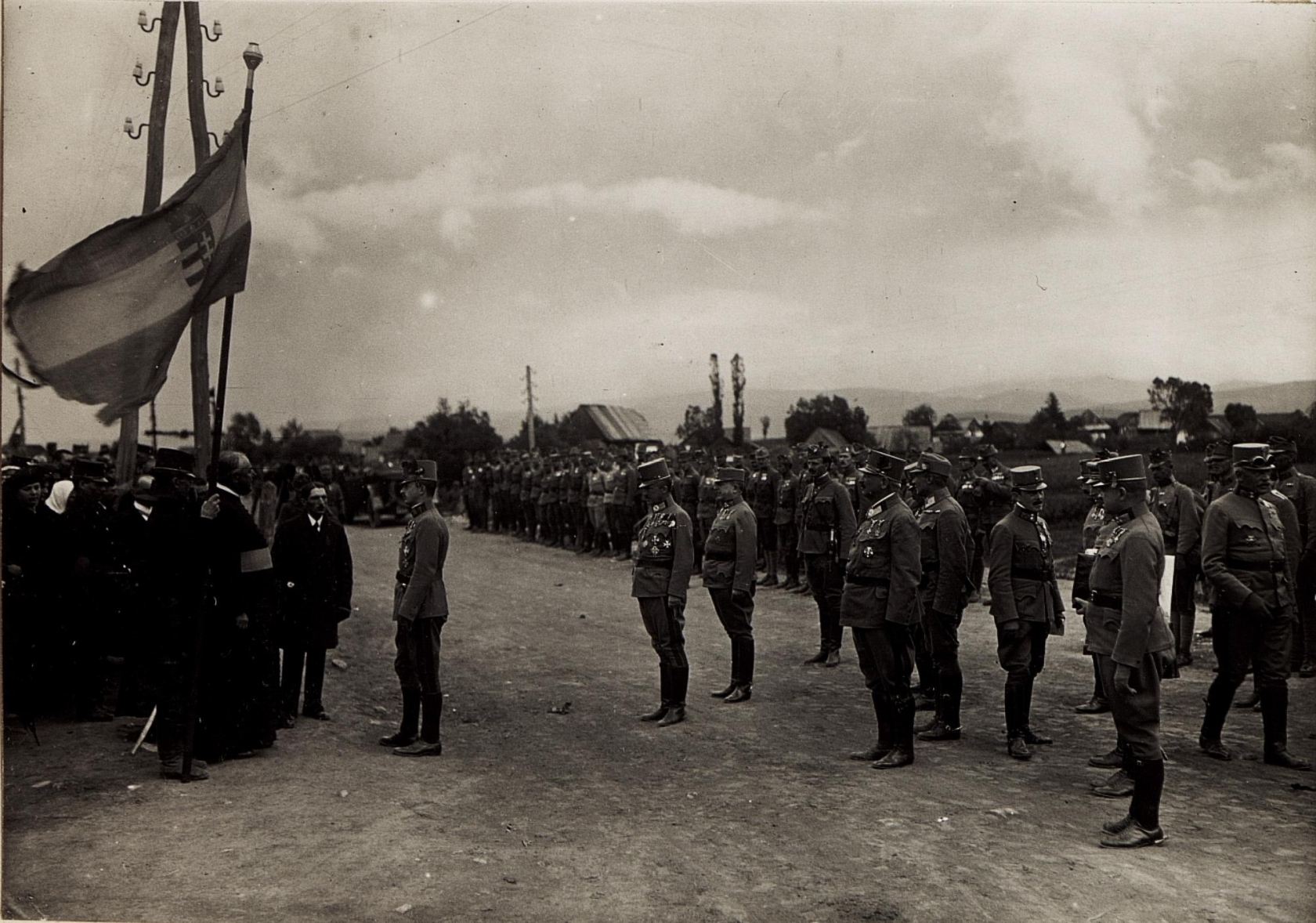
Imperador Carlos I em frente à bandeira húngara, 1917
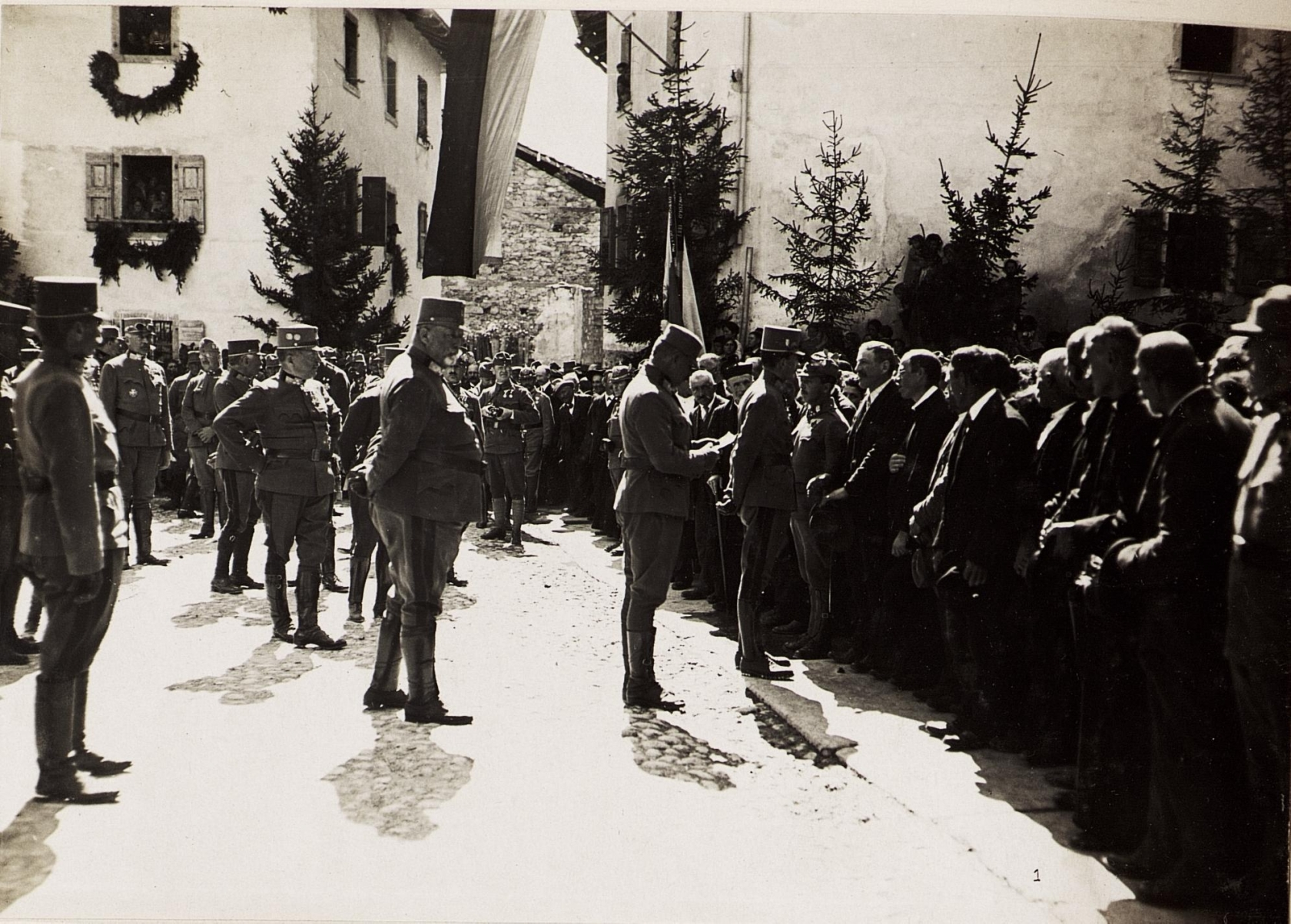
Imperador Carlos I visitando uma das aldeias do Tirol do Sul (bandeira bicolor), 1917
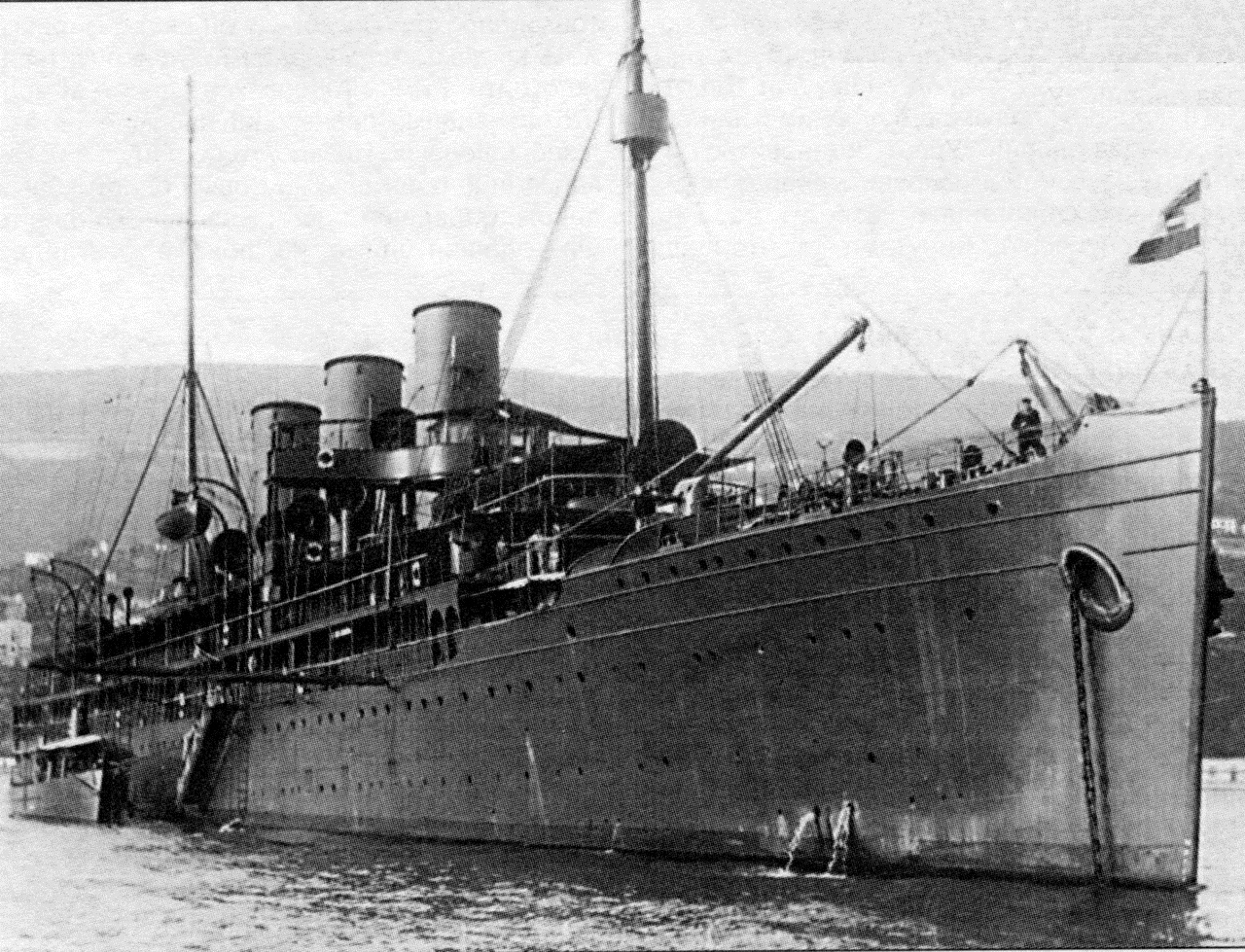
SMS Gäa - Porta-torpedeiros austro-húngaro com bandeira naval, período da Primeira Guerra Mundial